# Vigyázat, szülővel vagyok!
A Vigyázat, szűlővel vagyok! a Vigyázat, gyerekkel vagyok! című műsorának spin-offja.
A műsor 2018. április 30-án indult a TV2-n. Műsorvezetője Ördög Nóra volt.

## Története
2018 áprilisában a TV2 Csoport bejelentette, hogy egy újabb, vetélkedőt indít, amelyhez hasonló a Vigyázat, gyerekkel vagyok! című műsorával. Ebben az évben bejelentették a műsor kezdési időpontját.

## A műsor menete
A Vigyázat, szülővel vagyok!-ban vicces csínytevésekkel és sosem hallott kamaszkori történetekkel várják a nézőket. Az új szériában a híres felnőttek közösen vetélkednek majd szüleikkel, akik nem riadnak meg attól, hogy kendőzetlenül meséljenek gyermekeikhez fűződő emlékeikről. Legyen szó kvízről, memóriajátékról, vagy éppen körülírásról, a szereplők itt is a már megszokott kihívások elé állnak, ám ezúttal felnőtt köntösbe bújtatva várják őket a feladványok. Az új műsorban közkedvelt sztárokat láthatunk majd szüleikkel együtt játszani az akár egymillió forintos nyereményért, amit jótékony célokra ajánlanak majd fel.